# Norderstraße
Die Norderstraße (dänisch Nørregade; niederdeutsch: Norderstrat) ist eine historische Durchgangsstraße in der Flensburger Altstadt. Die größtenteils mit Kopfsteinpflaster belegte Straße gilt als multikulturelles „Szeneviertel Flensburgs“, in dem sich neben der dänischen Minderheit auch linksalternative Subkultur sowie eine Reihe von Restaurants mit internationaler Küche, Szeneläden und Künstlerateliers angesiedelt haben. Wegen ihrer Shoefiti bzw. hängenden Schuhe kürte das New Yorker Reisemagazin Travel + Leisure die Norderstraße zu einer der 18 „verrücktesten Straßen der Welt.“

## Lage
Die rund 700 Meter lange Straße ist die Fortsetzung des Hauptgeschäftsstraßenzuges vom Südermarkt über den Holm, die Große Straße und den Nordermarkt nach Norden. Sie beginnt unweit vom Nordermarkt ab der Marienstraße und verläuft über die Kreuzung Neue Straße/Toosbüystraße bis zum Wahrzeichen der Stadt, dem Nordertor, und parallel zur Schiffbrücke am Flensburger Hafen. Von der Norderstraße gehen mehrere kleinere Seitenstraßen und -gassen ab, darunter Richtung Hafen der pittoreske Oluf-Samson-Gang, der Herrenstall und die Norderfischerstraße sowie den Marienberg aufwärts die Marientreppe und die Schloßstraße. Bis 1973 durchfuhr die Flensburger Straßenbahn die Norderstraße.

## Baubestand

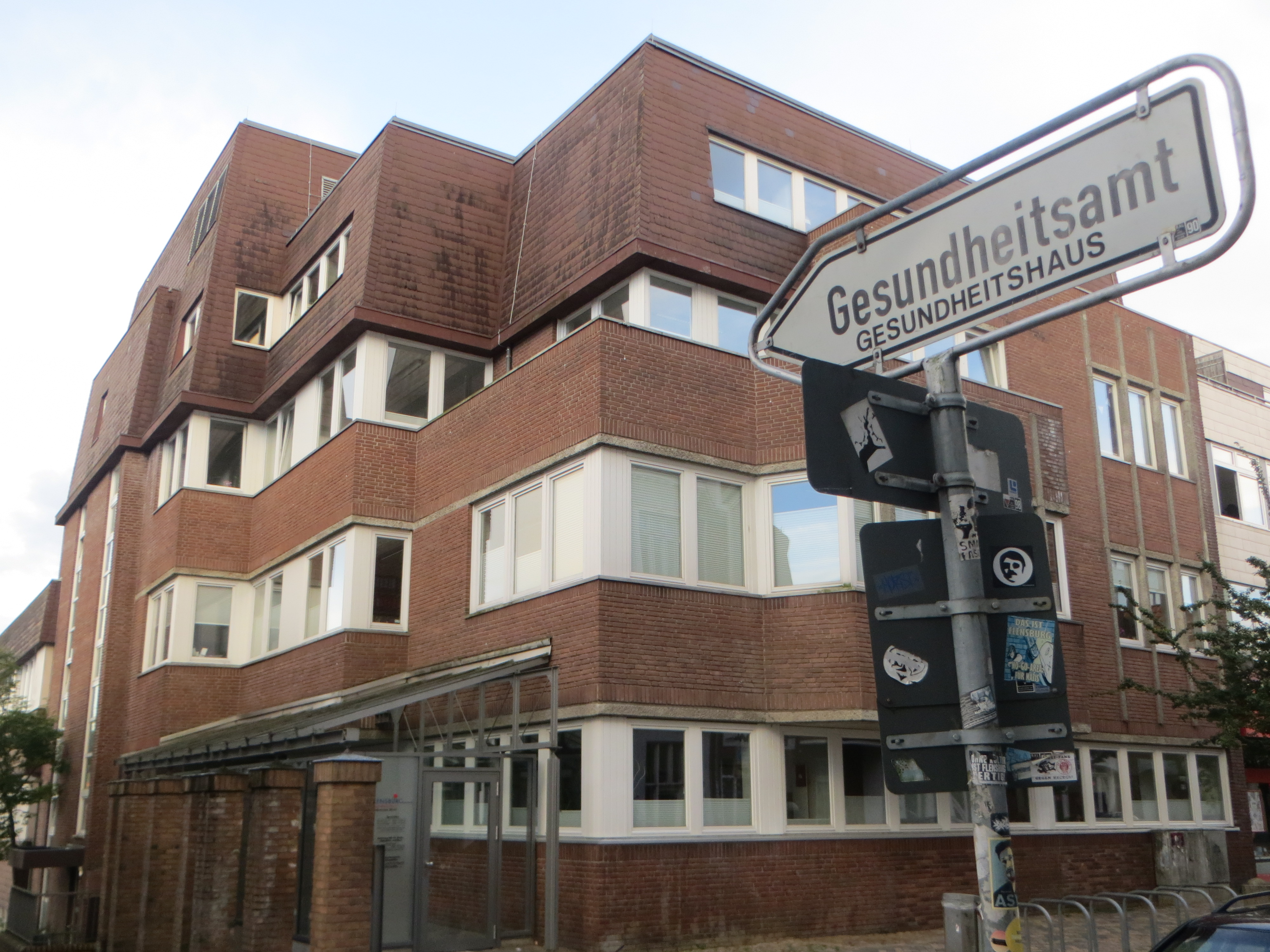
Gesundheitshaus (Nr. 58–60)

Im Gegensatz zum Holm und zur Großen Straße erweist sich der Baubestand uneinheitlich und bescheiden. Zweigeschössige Giebel- und Traufhäuser lassen die Norderstraße kleinstädtisch wirken. Dennoch geben die im ausgehenden 19. Jahrhundert und frühen 20. Jahrhundert errichteten Gebäude der Straße ein großstädtisches Gesicht. Großbauten aus jüngster Zeit werden in der Denkmaltopographie 2001 von Lutz Wilde für die ansonsten „intakte Struktur“ als störend empfunden, darunter das Gesundheitsamt von 1976/1977 (Nummer 58–60) und der Erweiterungsbau der Dänischen Zentralbibliothek von 1985/1986.

## Geschichte

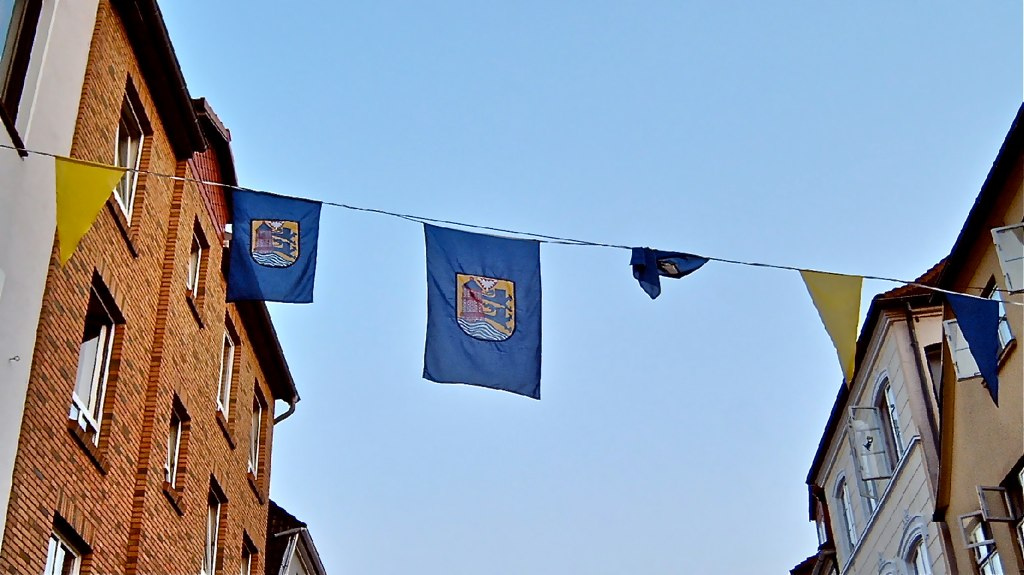
Flensburg-Fahnen an einer der Leinen über der Straße (2002)

### Ramsharde
Der Siedlungskern um die Norderstraße nannte sich im Mittelalter Ramsharde und befand sich außerhalb der Stadtmauern. Eine nachträgliche Verlängerung der Norderstraße nach Norden geschah im Gleichzug mit der Versetzung des Nordertores um 1595, als es von seinem alten Standort in Höhe der Nummern 122 und 147 an seinen heutigen Platz verlegt wurde. Im Gegensatz zu Zeiten der Ramsharde, der „Siedlung unter der Burg“, ist die heutige Norderstraße länger gestreckt als ursprünglich.

### Straßenbenennung
Die Norderstraße war ursprünglich Teil der Herscopstrate (hochdeutsch: Herrschaftsstraße – im Sinne von: „Straße des Landesherren“), die Hauptstraße Flensburgs die nördlich vom Südermarkt begann und bis zum Nordertor reichte. Zur Mitte des 19. Jahrhunderts hin, wurde die Herscopstrate in die heute noch existierenden einzelnen Straßen: Holm, Große Straße sowie Norderstraße aufgeteilt. Der Name „Norderstraße“ etablierte sich nach der Volkszählung von 1845 nach und nach. Mit der Nummerierung der Häuser im Jahr 1881 fand die Bezeichnung schließlich eine offizielle Bestätigung.

### Schicksal der Sinti
Bis zum Abriss der Häuser in der Norderstraße 104 im Jahr 1935 wohnten dort die Flensburger Sinti-Familien in einem Gebäudekomplex aus dem 17. Jahrhundert. Nachdem Neubauten die alten Häuser ersetzten, wurden 50 Flensburger Sintis erst ins Lager St. Pauli bei der Valentinerallee zwangsumgesiedelt und später über Hamburg nach Polen in Arbeits- und Vernichtungslager deportiert. Eine im August 2008 eingeweihte Gedenktafel am Haus Norderstraße 104 erinnert an das Schicksal der Familie Weiß.

### Roxy
In der Norderstraße 45 befand sich in einem ehemaligen dreigeschossigen Wohnhaus des späten 19. Jahrhunderts ungefähr ab 1880 eine Gaststätte mit Saal. Auf dem Grundstück betrieben die Inhaber ab 1929 ein Kino. 1984 kaufte Wolfram Kalinna das Roxy mit der Konzerthalle im Obergeschoss, wo bis 1991 bis zu 1800 (danach bis zu etwa 700) Gäste die Konzerte von beispielsweise Joe Cocker, Chris de Burgh, Herman van Veen, Karat, den Puhdys, Geier Sturzflug oder Nena besuchten. In den 1980er- und 1990er-Jahren wurden in der vorwiegend als Diskothek genutzten Konzerthalle Roxy Music Hall Rock, Wave, Heavy Metal und Neue Deutsche Welle gespielt. Anfang der 1990er-Jahre baute Kalinna die beiden kleinen Kinosäle in Kneipen um. So entstanden aus dem Casablanca mit 50 Plätzen und aus dem Roxy Intim (55 Plätze) – wo bis Januar 1992 Pornofilme gezeigt wurden – das Station für die Rock- und Hardrockszene und das Understation für die Heavy-Metalszene. Am 24. Oktober 2002 schloss das Roxy mit einem Konzert der hessischen Band Disbelief. Anschließende Wechsel in die Alte Post und an die Schiffbrücke blieben nur von kurzhafter Dauer.
Nach dem Abriss im Jahr 2008 klaffte hier eine Baulücke, die später im Hinterhof durch einen viergeschössigen Neubau mit 17 Wohnungen geschlossen wurde. Bezug war im Oktober 2014. Die Namenstradition „Roxy“ führt das am 26. März 2004 eröffnete Roxy Concerts in der Mergenthalerstraße fort.

### Falscher Amtsarzt 1982–1983
Beim Gesundheitshaus (Gesundheitsamt für die Stadt Flensburg und den Kreis Schleswig-Flensburg (Nord)) in der Norderstraße 58–60, wo heute die städtischen Abteilungen Gesundheitsdienste, Beratungsstelle für Kinder, Jugendliche und Eltern und Soziale Sicherung untergebracht sind, bewarb sich 1982 der Postbote Gert Postel als stellvertretender Amtsarzt. Dort arbeitete der „falsche Amtsarzt“ bis zur Feststellung seiner wahren Identität im April 1983 unter dem Namen Dr. med. Dr. phil. Clemens Bartholdy. Der leitende Amtsarzt Wolfgang Wodarg und der gemeinsame Vorgesetzte, Sozialdezernent Klaus Barnitzke, hatten sich von Postel erhofft, dass er für die Stadt einen Sozialpsychiatrischen Dienst aufbauen würde.

### Hausbesetzung 1990/1991
Nach einer ergebnislosen ersten Hausbesetzung am Nordergraben, bei der die Besetzer vertrieben wurden, kam es am 2. Februar 1990 zur zweiten Hausbesetzung der jüngeren Geschichte Flensburgs. Zunächst zogen Obdachlose in das Hinterhaus im Hof der Norderstraße 159 ein; ab Herbst 1991 bewohnten die Besetzer zusätzlich das Nachbargebäude in der Norderstraße 161. Die Besetzer luden ein zum Tag der offenen Tür (am 20. April 1990), eröffneten einen Infoladen – den ersten dieser Art in Flensburg –, und veranstalteten ein Straßenfest (am 5. Oktober 1990). Um nach Verhandlungen mit der Stadt Platz zu machen für die Phänomenta, erfolgte zum Jahresende 1991 der Umzug in das Taubenhaus in der Heinrichstraße am Hafermarkt, wo die Hausbesetzer aus der Norderstraße die Flensburger Punk-Kultur bis in die Gegenwart beeinflussten.

### Phänomenta seit 1995

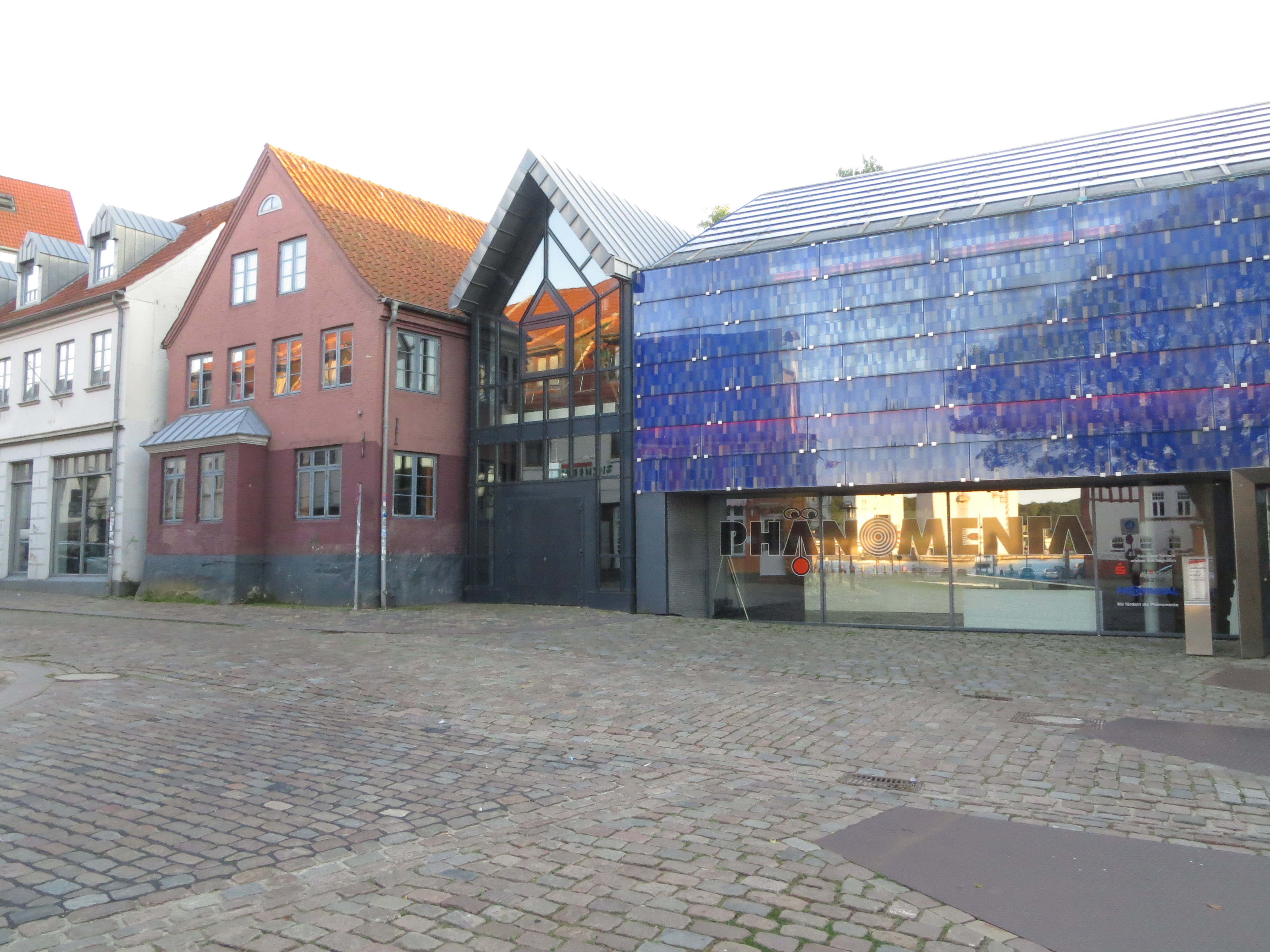
Die Phänomenta (Norderstraße 157–163)

1995 eröffnete Deutschlands einziges Science-Center, die Phänomenta in der Norderstraße 157–163. Im Jahr 2014 besuchten rund 60.000 das Science-Center, welches als ein Institut der Europa-Universität Flensburg angegliedert ist. Das Haus Nummer 159 war um 1990 besetzt.

### Shoefiti seit 2005
Seit 2005 hängen ausgelatschte Schuhe als Kunstwerk der Subkultur (Shoefiti) an Drahtseilen vier Meter quer über der Straße. Das Kunstobjekt – bis Mai 2011 über 300 baumelnde Schuhe – gilt als inoffizielles Wahrzeichen Flensburgs. Die „hängenden Schuhe“ werden von Stadtführungen aufgenommen und haben sich bei Touristen zu einem beliebten Fotomotiv entwickelt. Im August 2014 riss allerdings zum zweiten Mal eines der Drahtseile. Das New Yorker Reisemagazin Travel + Leisure (6,6 Millionen Leser) erklärte die Norderstraße wegen ihrer hängenden Schuhe im Oktober 2014 in einem Ranking zu einer der 18 „seltsamsten“ bzw. „verrücktesten Straßen der Welt“.
2017 warfen Studentinnen aus Flensburg ihre BHs über die Shoefiti-Seile, um in der Mai-Ausgabe des Campusmagazins 54° Nord „ein Zeichen für natürliche Schönheit, Vielfalt und Selbstbestimmung“ zu setzen.

### Villa Bunterhund

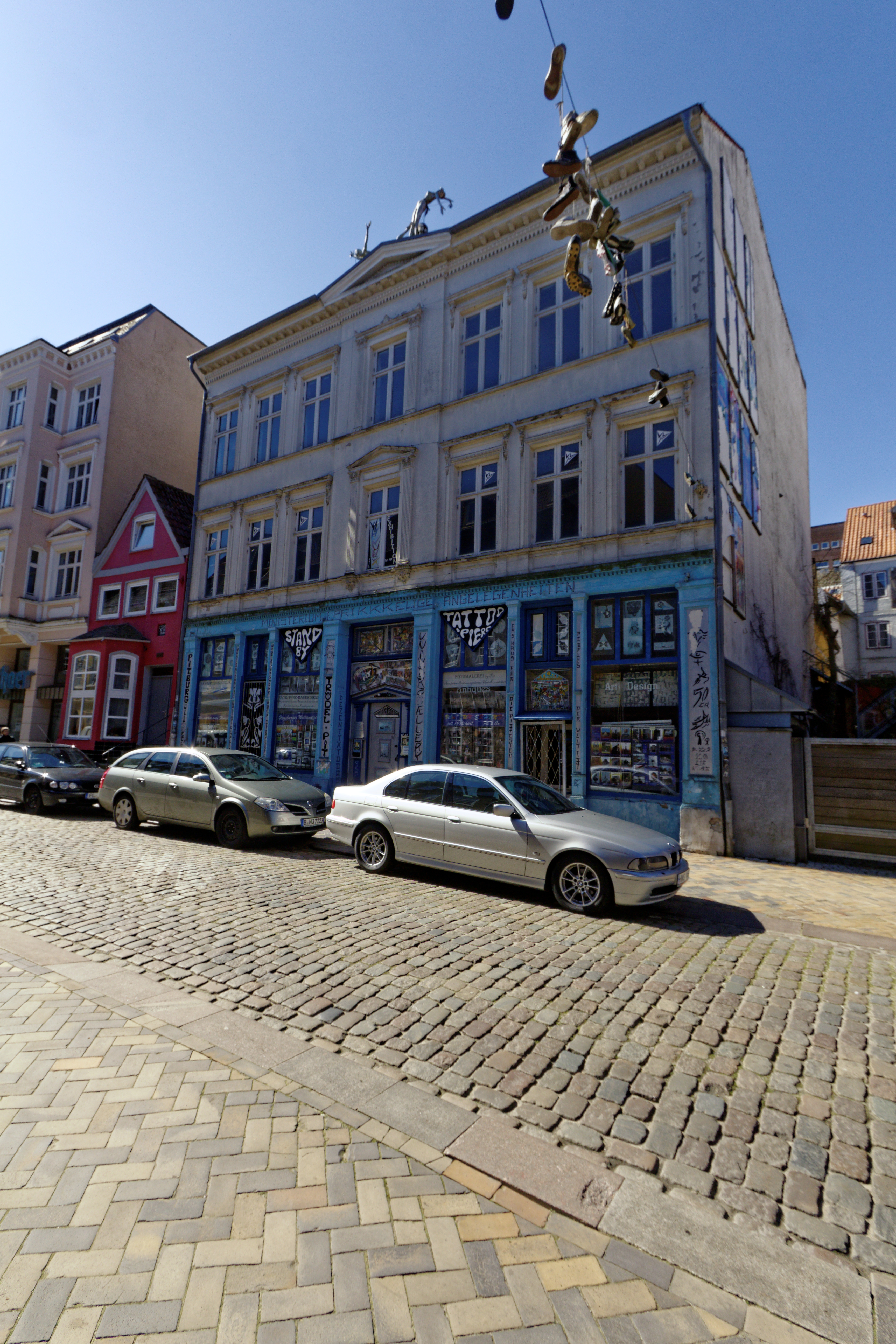
Ministerium für frikkkelige Angelegenheiten in der Villa Bunterhund von dem als Trödel-Pit bekannten Tätowierer Peter (Pit) Liebmann (Foto 2015)

Villa Bunterhund in der Norderstraße 107–109 war ein vom Tätowierer Peter (Pit) Liebmann alias Trödel-Pit (* 1946 in Kiel; † 6. Januar 2014 in Flensburg) gestaltetes Haus, das er Ministerium für frikkelige Angelegenheiten nannte. Trödel-Pit kam 1972 mit einem Tattoo-Wohnwagen nach Flensburg und stach zu seinen Lebzeiten über 70.000 Tattoos. Beigesetzt worden ist er im Januar 2014 im Glücksburger Wald bei Quellental. Sein Haus stand im Mai 2015 zum Verkauf.

### Black Pearl Tattoo 2014
In der Norderstraße 48 war nach Umzug von der Roten Straße ab 2013 für kurze Zeit das Tätowierstudio Black Pearl Tattoo ansässig. Der Laden erlangte Berühmtheit durch einen Rechtschreibfehler auf einer Tätowierung, bei dem sich ein Vater die seinem Sohn geltende Botschaft „Mein Versprechen an Dich – Ich lass dich niemals im stich“ auf den Unterarm stechen ließ. Das maskuline Substantiv Stich war fälschlicherweise mit kleinem s statt mit großem S gestochen worden. Auf Facebook löste der Fehler einen Shitstorm aus, nachdem die am 25. Februar 2014 von Black Pearl Tattoo gepostete Seite innerhalb weniger Tage mindestens 6500 mal geteilt und über 1100 mal kommentiert aber auch 65.000 geliket wurde. Das expandierende Tattoostudio, welches kurze Zeit später für eine Korrektur des fehlerhaften Tattoos sorgte, zog im August 2015 in das Alte Speicherhus (Flensburger Straße 51) der Angelner Gemeinde Husby.

### Forum Hafenquartier
2015 gründeten Anlieger der Norderstraße das Forum Hafenquartier, ein Stadtteilforum, das Stadtteilfeste in Planung nimmt und der Gentrifizierung entgegenwirken will. So war „Kreativität statt Kommerz“ (Flensburger Tageblatt) das Anliegen des Norderstraßenfestes am 20. September 2015, als Live-Musik, Tango, Hula Hoop, Schminkaktionen, Siebdruck und eine Straßenführung (Streetview) auf dem Programm standen. Auch zum 2. Norderstraßenfest ein Jahr später am 18. September 2016 trafen sich sämtliche Anwohner, Geschäftsinhaber und Kulturschaffende wieder zum „Klönschnack“ (Plauderei) oder zum „hökern“ (handeln) auf dem Flohmarkt.
Im Juni 2018 errichtete das Forum Hafenquartier im Rahmen des Shared-Space-„Masterplans Mobilität“ ein Parklet. Das erste von mehreren Parklets in der Flensburg soll in der Norderstraße zum Verweilen einladen und die Lebensqualität erhöhen.

## Dänische Minderheit

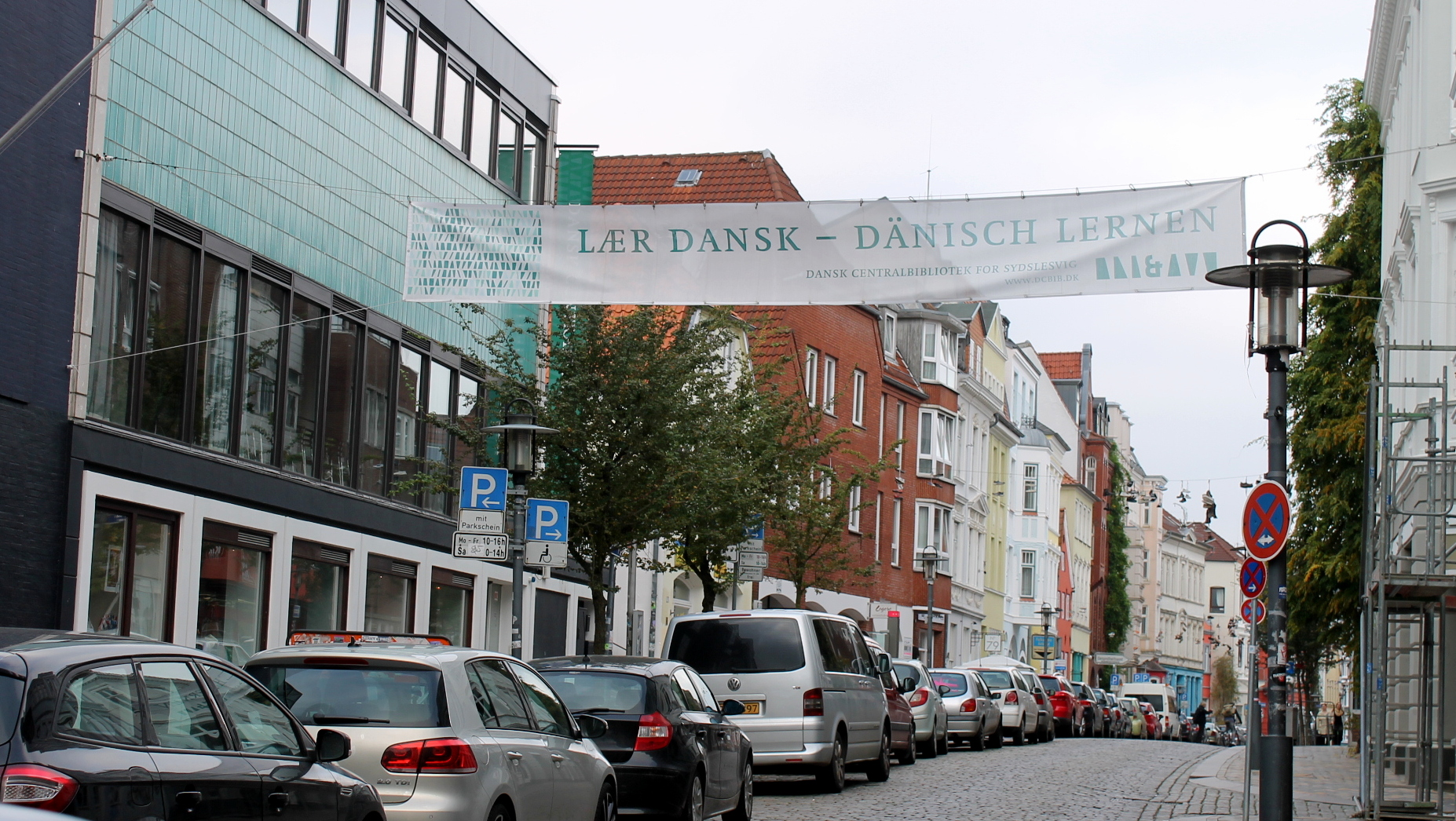
„Dänisch-Lernen“-Banner vor der Dänischen Zentralbibliothek für Südschleswig (Nr. 59)

Zu den Einrichtungen der dänischen Minderheit, die ihren Sitz in der Norderstraße haben, gehören das Aktivitetshuset (Nummer 49), die Dänische Zentralbibliothek für Südschleswig (Nummer 59) und das Kulturzentrum im Flensborghus (Nummer 76), das zugleich Sitz des Südschleswigschen Vereins und der Dänischen Jugendorganisationen in Südschleswig ist. Nebenan steht das Haus der Minderheiten (Nummer 78). Jenes Informationszentrum in der ehemaligen Spirituosenhandlung C.C. Petersen ist 2010 an die Sydslesvigsk Forening übergeben worden.

## Linksalternative Szene
Verschiedene Treffpunkte in der Norderstraße gehören zur linksalternativen Szene, darunter seit Januar 2004 der Infoladen Subtilus (Nummer 41) mit einem Archiv zur linken Szene Flensburgs, das Wohnprojekt und die Konzertstätte der Senffabrik (Nummer 37) sowie die Musikkneipe Peppermint (Nummer 133). Pauls Eck in der Norderstraße 149 ist ein Treffpunkt der Fördebande, die ein Jugendverband der subkulturellen und linkspolitischen Szene der Stadt ist. Der Name erinnert an Paul Hoffmann, ein Mitglied des revolutionären Arbeitslosenrates, das 1923 von der Reichswehr „auf Duburg“ erschossen wurde. Der Tat folgten nach Angaben der Fördebande Massenproteste und Auseinandersetzungen, in deren Verlauf 10 Menschen erschossen wurden.
Auch der Flensburger Kreisverband der Partei Die Linke ist in der Norderstraße vertreten. Am 26. Juni 2015 eröffnete in der Nummer 88 das Linke Büro, ein Wahlkreisbüro, das über Aktivitäten von Bundestagsfraktion und der Fraktion des EU-Parlamentes informiert und öffentliche Veranstaltungen des Kreisverbandes ankündigt.

## Mode und Kunstszene
In der Straße findet sich eine Konzentration der hiesigen Mode- und Kunstszene. Zu finden sind dort Klamotten abseits des Mainstreams etwa im Dito (Nummer 14), oder im Kinderladen in der Norderstraße 15–17. Nach Umzug eröffnete mit den Flensburger Stadtmatrosen (ehemals Closh Homestore) am 26. März 2015 in der Norderstraße 19 ein T-Shirt-Laden mit „Flensburg-Shirts“ neu. Nordern Art ist eine Kunstgalerie in der Norderstraße 38 und Kolabor in der Norderstraße 85 ein Projektraum und der Treffpunkt des Forums Hafenquartier. Atelier Raum Zwei in der Norderstraße 91 ist das Künstleratelier von Bettina Ingwersen (* 1965), eine an der Werkkunstschule Flensburg ausgebildete Holzbildhauerin. Zu Sabin Stein Schmuckdesign in der Norderstraße 134/Ecke Nordertorplatz gehört das Café Zeitlos. In der Norderstraße 135 befindet sich mit In Kürze Kunst „eine Produktionsgallerie, in der Kunst produziert, präsentiert, vermittelt, verbreitet und verkauft wird.“ Dort finden im Takt von sechs Wochen wechselnde Ausstellungen statt.

## Gastronomie und Lebensmittel
Mehrere Restaurants säumen die Norderstraße, darunter das China Bai (Nummer 4) mit kantonesischer Küche, die Taverna Rhodos (Nummer 22) mit griechischer Küche, das Galileo Restaurant & Cafe in Flensburg (Nummer 35) mit spanischer, italienischer und mexikanischer Küche (teils vegan), die Pizzateca da Tonis (Nummer 3) mit italienischer und ebenfalls teils veganer Küche sowie den Feuerstein Speiseservice in der Norderfischerstraße 2/Ecke Norderstraße 98. Darüber hinaus gibt es mit dem Time-Out in der Norderstr. 11/13 eine Shisha-Bar sowie seit Mitte der 1970er Jahre ein italienisches Eiscafé, die  Gelateria La Dolce Vita (ehemals Eis-Salon Sagui) im Haus Nummer 36.
Eine Bäckerei mit dänischem Gebäck (Migges Danish Bakery) eröffnete der Bäcker Michael „Migge“ Ketelsen Ende 2010 in der Norderstraße 9. Chokodays (Nummer 11/13) wiederum ist ein im Dezember 2013 eröffnetes „Geschäft für hochwertige Schokolade, Kaffee, Tee und andere dänische Leckereien.“ Weiter nördlich in der Norderstraße 114 liefert seit 1973 Nico's Smørre Brød die dänische Nationalspeise Smørrebrød aus.
Der Laden Gaya Naturkost (Nummer 47) gehört zu Rapunzel Naturkost und Bäcker Thaysen (Nummer 67) ist eine von 20 Filialen in Flensburg und Angeln. Die Backstube befindet sich in Grundhof.

## Einzelhandel und Dienstleistungen
Einzelhändler, Dienstleister Fachgeschäfte und Handwerksbetriebe unterschiedlichster Art haben ihren Sitz in der Norderstraße, darunter drei Friseurläden: der Friseur Kabus GmbH am Anfang der Straße (Nummer 1), der Friseur Habibi in der Norderstraße 119 und der Friseur-Salon Unicut (ehemals Multi Kulti) in der Norderstraße 139–145. Es gibt ein Antiquitätengeschäft in der Norderstraße 52 (Antiquitäten Peter Krampitz) und seit 1965 ein Möbelhaus und Kücheneinrichter in der Norderstrasse 120–124 (Einrichtungshaus Reimann). Seit 1986 gibt es in der Nummer 5 einen Schuhmacherbetrieb (Wagner Orthopädie), der bereits 1925 gegründet wurde, und seit 2001 eine Buchhandlung und Filiale der Deutschen Post AG in der Norderstraße 6 (Bücher & Medien Aktuell), die ebenso mit Büchern handelt wie das Antiquarius Antiquariat in der Norderstr. 82.
Darüber hinaus gibt es in der Norderstraße 44 einen Copy-Laden in der (Copy.com), ein Computer-Fachgeschäft in der Norderstr. 117 (bitsundbytes), eine Filiale von Engel & Völkers Immobilien (Nummer 3) und eine der KiK Textilien und Non-Food GmbH (Nummer 54–56) und Altstadt-Taxi in der Norderstrasse 155.

## Religionen
- Buddhistischen Zentrum Flensburg der Karma Kagyü Linie im Künstlerhof in der Norderstraße 20[70]
- Flensburg Camii in der Norderstraße 129, eine Moschee des Vereins Integration und Bildung in Flensburg e. V. vom Verband der Islamischen Kulturzentren mit Sitz in Köln

## Herausragende Kulturdenkmale

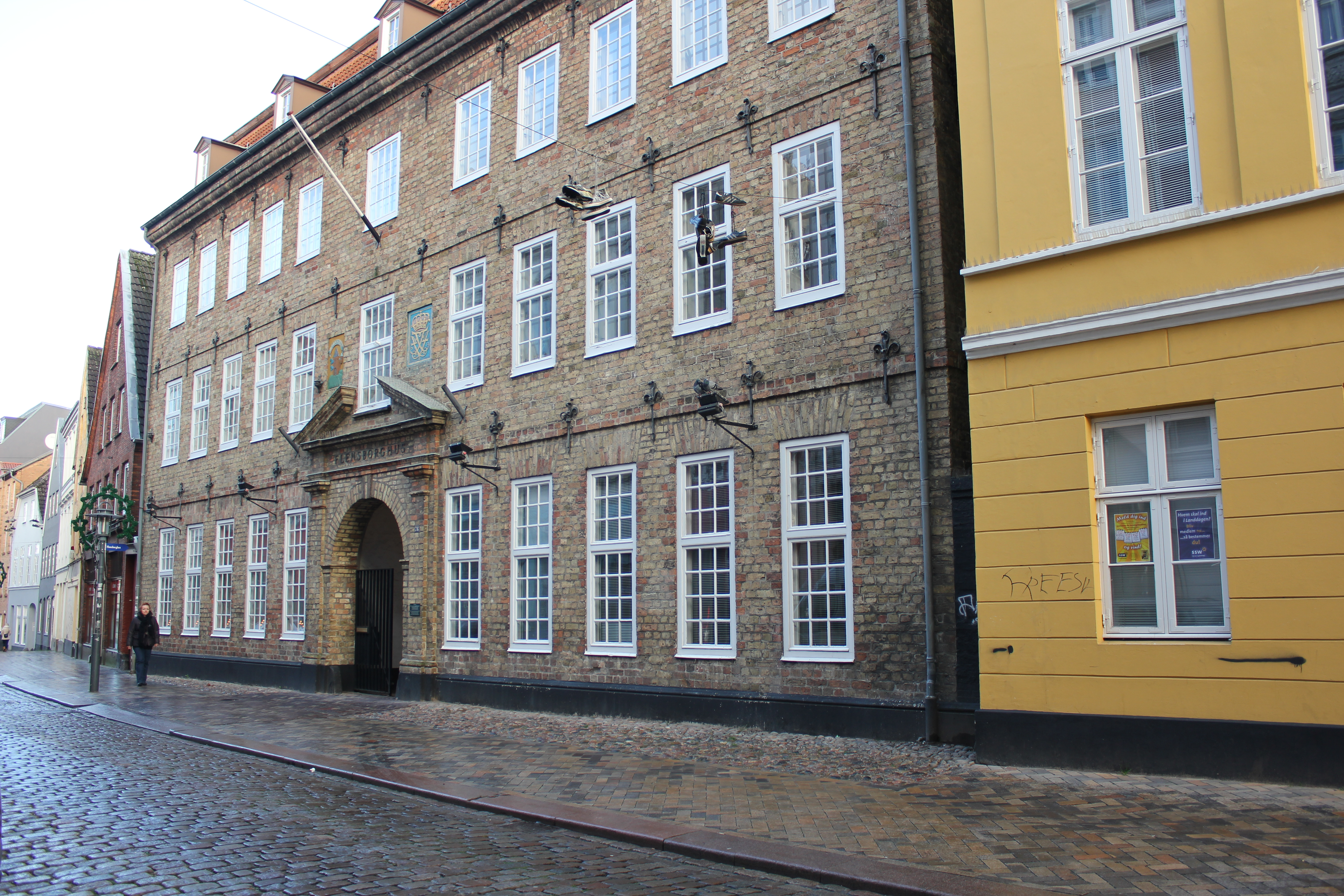
Flensborghus (Nr. 76)

- Eckener Haus beziehungsweise Alt-Flensburger Haus in der Norderstraße 8, Bürgerhaus aus dem 16. Jahrhundert und Geburtshaus der Gebrüder Hugo Eckener (1868–1954) und Alexander Eckener (1870–1944),[71] Fassade aus der Mitte des 18. Jahrhunderts, in der zweiten Hälfte des 20. Jahrhunderts als Alt-Flensburger Haus eine Mischung aus Heimatmuseum und Gaststube, Leerstand seit 2008[72]
- Nummer 27/29 ein viergeschossiges Wohn- und Geschäftshaus, fertiggestellt 1908 nach Entwürfen von Magnus Schlichting
- Zuckerhof Kracke im Hinterhof der Norderstraße 31. Der Zuckerspeicher ist heute privat bewohnt und eine Station der Rum & Zucker Meile. Dietrich Kracke war im 19. Jahrhundert der größte Zucker-Sieder Flensburgs.[73]
- Silberquell in der Norderstraße 43, ein Fachwerkhaus aus dem 16. Jahrhundert, dass im 20. Jahrhundert als Gasthaus diente.
- Flensborghus in der Norderstraße 76, Sitz des Südschleswigschen Vereins, der Dänischen Jugendorganisationen in Südschleswig, des Landesverbandes des Südschleswigschen Wählerverbandes (SSW) und der Föderalistischen Union Europäischer Nationalitäten (FUEN).
- Kaufmannshof in der Norderstraße 86, Handelshof aus dem 18. Jahrhundert[71]

## Sonstige Einrichtungen

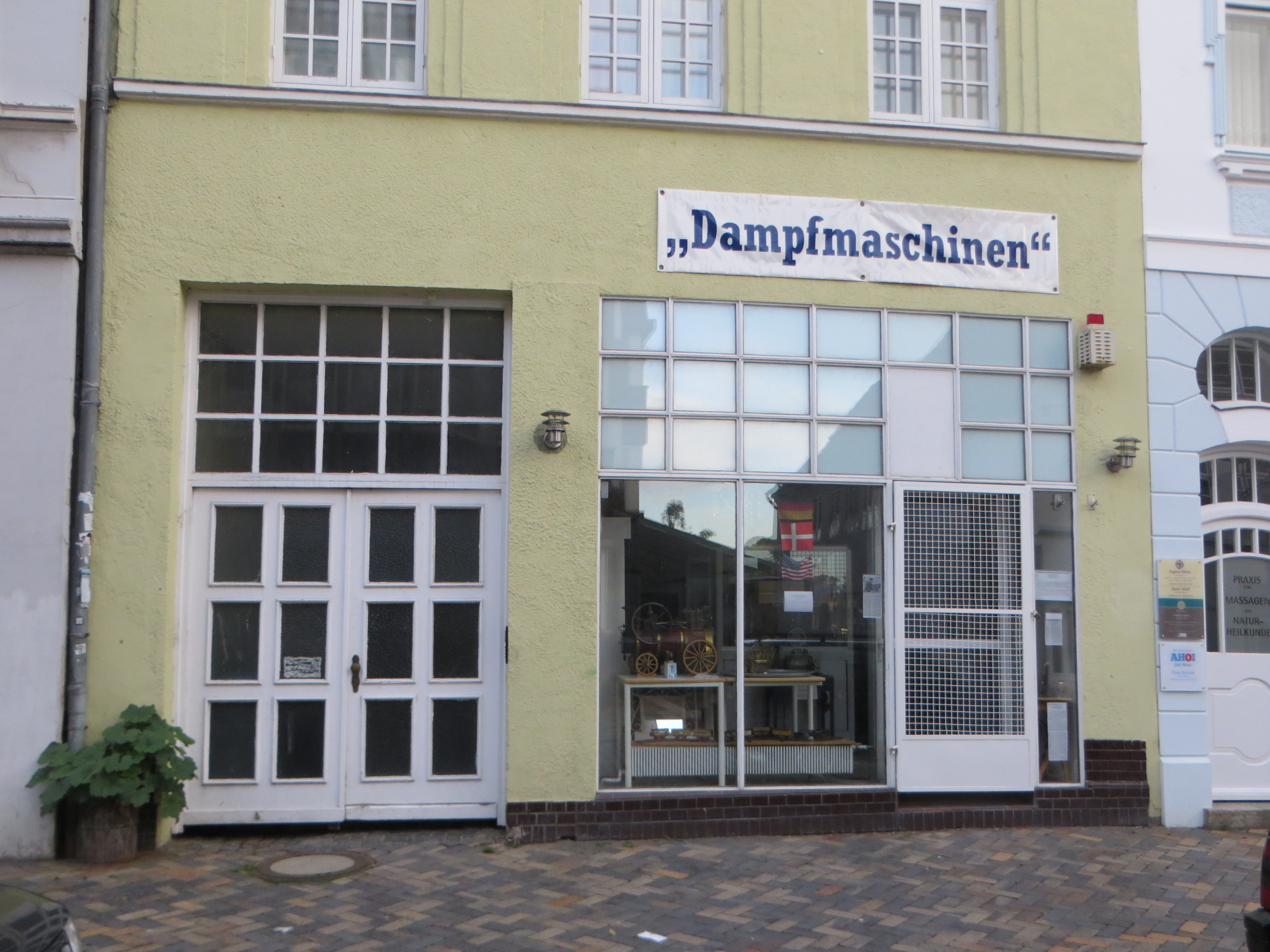
Von 2013 bis 2014 war kurzfristig ein Dampfmaschinen-Museum im Haus Nr. 81.

- Dampfmaschinen-Museum in der Norderstraße 81,[74][75] war vorübergehend geöffnet von Sommer 2013 bis Herbst 2014[76]
- Kontaktladen/Streetwork in der Norderstraße 121, ein „niedrigschwelliges Angebot für Drogenabhängige“ der Gruppe Norddeutsche Gesellschaft für Diakonie[77]